# Alina Lozano
Alina Lozano Acosta  (Bogotá, Colombia, 6 de enero de 1969) es una actriz y escritora colombiana.
Es reconocida por sus múltiples papeles en la televisión nacional. Entre los mencionados destacan: Nidia Pacheco en Pedro el Escamoso; Esther Pimiento en El último matrimonio feliz; la jefa Penagos en Las detectivas y el Víctor; Judith Mora en El tesoro; y, también, Elvira Mora en Pa' quererte.

## Primeros años
Realizó sus estudios en la Escuela Nacional de Arte Dramático y en el Taller Permanente de Investigación Teatral dirigido por Santiago García. Sus padres la describían como una persona cobarde, tímida, solitaria y bastante social durante su etapa de su adolescencia. Y ahora, la describen como alguien tranquila, segura, con el control necesario para asumir sus miedos y con una gran necesidad de aprender día a día.

"Me encanta compartir con la gente joven, porque cada generación trae cosas nuevas"
Alina

## Actuación
Su gran maestro en la actuación fue Álvaro Rodríguez, un hombre al que califica de "sumamente inteligente y sensato" y a quien le reconoce su gusto por el medio. Durante seis años, y luego de haberse retirado de la universidad donde estudiaba administración hotelera porque definitivamente se sentía "desubicada", formó parte del grupo de él, El Callejón del Gato. Sin embargo, una vez más intentó estudiar una carrera profesional, esta vez derecho, pero no lo logró, pues para ese entonces el gusto por las tablas ya la había seducido, y así se lo hizo saber a su mamá. Ella la apoyó incondicionalmente: "Me dijo que si no me gustaban esas carreras, no tenía sentido que siguiera ahí. Se preocupó por mi futuro económico, pero fue solidaria porque durante seis años mis entradas estuvieron muy malas, y ella fue la que me sostuvo y confió todo el tiempo en mí". 
Desde entonces se dedicó por completo a la actuación y con Álvaro hizo el monólogo Bodas de perla, que se convirtió en el escalón para ingresar a la televisión, gracias a que Dago García lo vio y lo compró para transmitirlo en el programa Invitados de medianoche. Luego la llamaron para trabajar en
Romeo y buseta. 
Después tuvo un bache, porque duró casi un año sin trabajo, y se sintió morir, pues no sabía qué hacer y se preguntaba si eso les pasaba a todos los actores. Así que no tuvo otra opción que llenarse de fuerzas y comprender que parte de su trabajo también contenía incertidumbre e inestabilidad: "Entendí que hoy uno puede estar en una novela que tenga mucho éxito y mañana no saber qué va a pasar; que hoy se tiene trabajo y mañana quién sabe. Pero ese es el encanto, porque ahora no sé si me fascinaría ser increíblemente estable".

## Literatura
Alina escribió un proyecto de teatro unipersonal y con una amiga suya dramaturga y también están escribiendo una obra de teatro

"Me encanta escribir pues esta es una forma de expresar lo que siento y la actuación le permite a uno explorar otras facetas"
Alina

## Filmografía

### Televisión
| Año       | Título                                  | Personaje                                                   | Canal              |
| --------- | --------------------------------------- | ----------------------------------------------------------- | ------------------ |
| 1991      | Romeo y Buseta                          | Perla                                                       | Cadena Uno         |
| 1992      | Si mañana estoy viva                    | Bertha                                                      | Cadena Uno         |
| 1992      | Los motivos de Lola                     |                                                             | Cadena Uno         |
| 1993      | De pies a cabeza                        | De pies a cabeza                                            | Canal A            |
| 1994      | El hijo de Nadia                        | Nadia Chona                                                 | Canal A            |
| 1996      | Géminis                                 | Mireya                                                      | Canal A            |
| 1997      | Marcelina                               | Marcelina                                                   | Canal A            |
| 1998      | Dios se lo pague                        | Juana                                                       | Caracol Televisión |
| 1998      | Corazón prohibido                       | Margarita                                                   | Canal A            |
| 2000      | A dónde va Soledad                      | Samantha                                                    | Canal RCN          |
| 2001-2003 | Pedro, el escamoso                      | Nidia Pacheco                                               | Caracol Televisión |
| 2003      | Como Pedro por su casa                  | Nidia Pacheco                                               | Caracol Televisión |
| 2004      | Luna, la heredera                       | Beatriz                                                     | Caracol Televisión |
| 2005      | Por amor a Gloria                       | Sara de Mantilla                                            | Caracol Televisión |
| 2005      | El baile de la vida                     | Inés de Angarita                                            | Caracol Televisión |
| 2005      | Vuelo 1503                              | Mireya González                                             | Caracol Televisión |
| 2006-2007 | El engaño                               | Susana                                                      | Caracol Televisión |
| 2007      | Mujeres asesinas                        | Helena, la monja                                            | Canal RCN          |
| 2008      | Tiempo final                            | Dolores, la cantinera                                       | Fox Channel        |
| 2008      | Aquí no hay quien viva                  | Funcionaria ICBF                                            | Canal RCN          |
| 2008-2009 | El último matrimonio feliz              | Esther Pimiento                                             | Canal RCN          |
| 2009      | Las detectivas y el Víctor              | Jefe Magnolia Penagos                                       | Canal RCN          |
| 2010-2016 | Mujeres al límite                       | Mujeres al límite                                           | Caracol Televisión |
| 2011      | A corazón abierto                       | Madre de enfermera                                          | Canal RCN          |
| 2011      | Los canarios                            | Ana Díaz Granados                                           | Caracol Televisión |
| 2012      | Pobres Rico                             | Helena Téllez                                               | Canal RCN          |
| 2012      | La madre                                | Esther                                                      | Canal RCN          |
| 2013      | Chica vampiro                           | Andrea Corchuelo                                            | Canal RCN          |
| 2013      | Crónicas de un sueño                    | Miriam de García                                            | Canal Capital      |
| 2014-2015 | Secretos del paraíso                    | Mercedes                                                    | Canal RCN          |
| 2015      | Diomedes, el Cacique de La Junta        | Dra. Piedad                                                 | Canal RCN          |
| 2016      | Yo soy Franky                           | Directora Elizabeth                                         | Nickelodeon        |
| 2016      | El tesoro                               | Judith Ruiz de Murcia                                       | Caracol Televisión |
| 2016-2017 | Hilo de sangre azul                     | Esperanza                                                   | Canal RCN          |
| 2017      | No olvidarás mi nombre                  | Victoria Mera                                               | Canal RCN          |
| 2017      | La nocturna                             | Doña Adelaida                                               | Caracol Televisión |
| 2017      | Infieles                                | Arminda                                                     | Canal 1            |
| 2018-2019 | La ley del corazón 2                    | Abogada                                                     | Canal RCN          |
| 2018-2019 | Distrito salvaje                        | Francisca                                                   | Netflix            |
| 2019      | Bolívar                                 | Tía Mercedes                                                | Caracol Televisión |
| 2019      | El Bronx                                | Helena Rojas                                                | Caracol Televisión |
| 2019-2021 | Friendzone                              | Teresa                                                      | Caracol Play       |
| 2019      | El Charrito Negro, el sueño de un ídolo | El Charrito Negro, el sueño de un ídolo                     | Telecafé           |
| 2020      | Amar y vivir                            | Magola de Romero (divorciada) / Magola de Portilla (casada) | Caracol Televisión |
| 2020-2021 | Pa' quererte                            | Elvira Mora                                                 | Canal RCN          |
| 2021      | Encuentros cercanos                     | Cristina                                                    | Canal Trece        |
| 2021      | Felices los cuatro                      | Algenis Sanabria                                            | Canal TRO          |
| 2022      | Hasta que la plata nos separe           | Leonor de Méndez                                            | Telemundo          |
| 2022-2023 | La Reina del Sur                        | Margarita                                                   | Telemundo          |

### Cine
| Año  | Título                                | Personaje              | Director          |
| ---- | ------------------------------------- | ---------------------- | ----------------- |
| 1995 | De amores y delitos: el alma del maíz | Salvadora Tapias       | Patricia Restrepo |
| 1998 | Golpe de estadio                      | Joana                  | Sergio Cabrera    |
| 2000 | A que te cojo ratón                   | Aparición especial     | Rodrigo Triana    |
| 2002 | Como el gato y el ratón               | Consuelo de Cristancho | Rodrigo Triana    |
| 2003 | Tres hombres, tres mujeres            | Aparición especial     | Carlos Hernández  |
| 2008 | Paraíso Travel                        | Patricia               | Simón Brand       |
| 2009 | Del amor y otros demonios             | Abadesa                | Hilda Hidalgo     |
| 2013 | El control                            | Dora                   | Felipe Dothée     |

|2013
|Sonidos de Libertad
|}

### Teatro
- Bodas de Perla
- Inquilina fugaz
- Amores simultáneos
- La cándida Eréndira
- El viento y la ceniza
- El diálogo del rebusque
- La trifulca y la tresescena[5]

## Premios y nominaciones

### Premios TVyNovelas
| Año  | Categoría                             | Telenovela o Serie | Resultado |
| ---- | ------------------------------------- | ------------------ | --------- |
| 2013 | Mejor actriz de reparto de telenovela | Pobres Rico        | Nominada  |
| 2001 | Mejor Actriz De Reparto               | Pedro el escamoso  | Ganadora  |

### Premios India Catalina
| Año  | Categoría                                                | Telenovela o Serie     | Resultado |
| ---- | -------------------------------------------------------- | ---------------------- | --------- |
| 2021 | Mejor actriz antagónica de telenovela, serie o miniserie | Pa' quererte           | Ganadora  |
| 2018 | Mejor actriz antagónica de telenovela o serie            | No olvidarás mi nombre | Nominada  |
| 2013 | Mejor actriz protagónica de serie o miniserie            | Crónicas de un sueño   | Nominada  |
| 2013 | Mejor actriz de reparto de telenovela                    | Pobres Rico            | Nominada  |
| 2001 | Mejor actriz de reparto                                  | Pedro el escamoso      | Ganadora  |

### Otros premios
- Premios Caracol Mejor Actriz de Reparto Pedro el Escamoso
- Premios Orquídea USA Mejor Actriz de Reparto Pedro el Escamoso
- Premios Mara Mejor Actriz Extranjera Luna, la heredera